# Globus (Rewe)

Das Logo von Globus – Ihr SB-Warenhaus

Globus Ihr SB-Warenhaus (Eigenschreibweise: GLOBUS) war eine SB-Warenhauskette der Rewe Group, die den ehemaligen Eigentümer, die Handelsgruppe Kaiser + Kellermann, zum 1. Januar 2005 komplett übernahm. Bereits zuvor hielt die Rewe eine Beteiligung an der Gruppe.

## Geschichte
Nachdem Kaiser + Kellermann ab Beginn der 1960er-Jahre mit SB-Handelshof-Standorten im Großhandel tätig gewesen war, eröffnete im Frühjahr 1967 in Mülheim das erste SB-Warenhaus. Dabei konnte es eine Verkaufsfläche von mehr als 10.000 Quadratmetern aufweisen. Ein zweiter Standort erfolgte in Bonn-Beuel im Folgejahr, erstmals unter dem Namen Globus. Mit weiteren Eröffnungen in den Folgejahren (u. a. 1969 in Würselen, 1973 in Plettenberg, 1974 in Lüdenscheid, Anfang 1990er-Jahre in Solingen) konnte das Filialnetz in den folgenden Jahren in ganz Nordrhein-Westfalen vergrößert werden. Im April 2004 betrieb Kaiser + Kellermann, mit Sitz in Kirchhundem, 38 Globus-Märkte. Zusammen mit den drei Großhandelsmärkten und den zehn Getränkemärkten, letztere ebenfalls unter dem Namen Globus, betrieb man eine Gesamtfläche von ca. 170.000 Quadratmetern. Globus bot dabei rund 60.000 Artikel. Ab 1983 beteiligte sich die Rewe-Gruppe mit einer Minderheit an der Gesellschaft; zum 1. Januar 1989 steigerte sie die Beteiligung auf 75 Prozent. Nach der Komplettübernahme durch die Rewe Group zum 1. Januar 2005 wurde die Zentrale geschlossen. 29 Standorte wurden bis Mitte 2006 auf Toom Markt umgeflaggt, ein Markt auf Rewe und acht Standorte an die Dohle-Gruppe verkauft, die die Standorte ab August 2005 auf die Vertriebslinie Hit umflaggte. Unter den ersten auf Toom Markt umgeflaggten Standorte waren die Kölner Märkte in Bickendorf und Weidenpesch sowie der Markt in Würselen.